# Asterocampa idyja
Asterocampa idyja är en fjärilsart som beskrevs av Jacob Hübner 1828. Asterocampa idyja ingår i släktet Asterocampa och familjen praktfjärilar. Inga underarter finns listade i Catalogue of Life.